# Monochroa
Monochroa là một chi bướm đêm thuộc họ Gelechiidae.

## Các loài
- Monochroa arundinetella (Stainton, 1858)
- Monochroa conspersella (Herrich-Schäffer, 1854)
- Monochroa cytisella (Curtis, 1837)
- Monochroa dellabeffai (Rebel, 1932)
- Monochroa divisella (Douglas, 1850)
- Monochroa elongella (Heinemann, 1870)
- Monochroa ferrea (Frey, 1870)
- Monochroa hornigi (Staudinger, 1883)
- Monochroa inflexella Svensson, 1992
- Monochroa lucidella (Stephens, 1834)
- Monochroa lutulentella (Zeller, 1839)
- Monochroa melagonella (Constant, 1895)
- Monochroa moyses Uffen, 1991
- Monochroa nigromaculella (Millière, 1872)
- Monochroa niphognatha (Gozmány, 1953)
- Monochroa nomadella (Zeller, 1868)
- Monochroa palustrella (Douglas, 1850)
- Monochroa rumicetella (Hofmann, 1868)
- Monochroa saltenella (Benander, 1928)
- Monochroa scutatella (Müller-Rutz, 1920)
- Monochroa sepicolella (Herrich-Schäffer, 1854)
- Monochroa servella (Zeller, 1839)
- Monochroa simplicella (Lienig & Zeller, 1846)
- Monochroa suffusella (Douglas, 1850)
- Monochroa tenebrella (Hübner, 1817)
- Monochroa tetragonella (Stainton, 1885)

## Hình ảnh

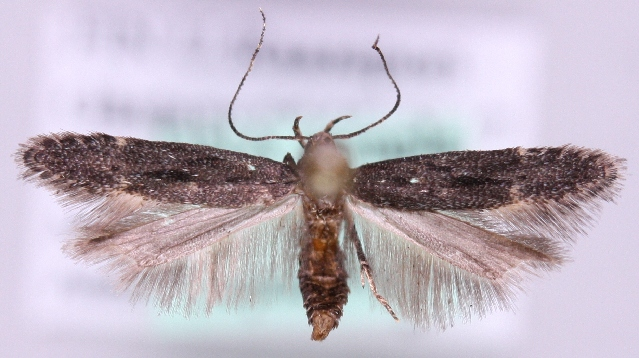
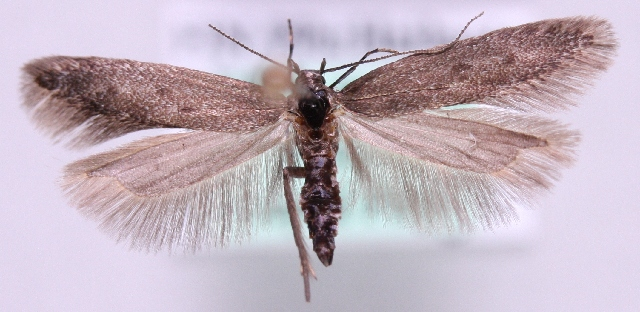
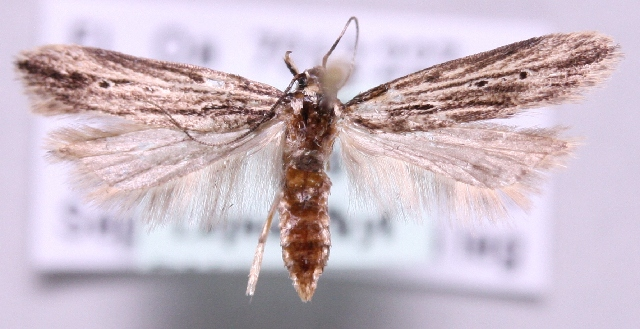
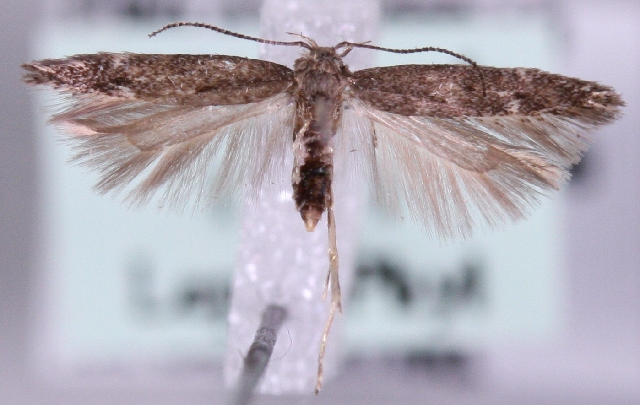